# Primera invasión mongola de Hungría
La primera invasión mongola de Hungría se inició en marzo de 1241 y comenzó a retirarse a finales de marzo de 1242.

## Contexto

### Invasión mongola de Europa
Los húngaros habían sabido por primera vez de la amenaza mongola en 1229, cuando el rey Andrés II había otorgado asilo a algunos boyardos rusos que huían de ellos. Algunos magiares (húngaros), que habían sido abandonados durante la migración principal a la cuenca panónica, todavía vivían en las orillas del Volga superior (algunos creen que los descendientes de este grupo son los baskires actuales, aunque ahora ese pueblo habla una lengua túrquica, no magiar). En 1237, un fraile dominico, Julianus, partió en una expedición para llevarlos de vuelta, y fue enviado de vuelta al rey Béla con una carta de Batu Khan. En esta carta, Batu pedía al rey húngaro que entregase su reino incondicionalmente a las fuerzas tártaras o que se enfrentase a su destrucción total. Béla no respondió, y dos mensajes más fueron entregados a Hungría. El primero, en 1239, fue enviado por las tribus cumanas derrotadas, que pidieron y recibieron asilo en Hungría. El segundo fue enviado en febrero de 1241 por los príncipes polacos derrotados.

### Refugiados cumanos
Después de su derrota en 1239 poco después de la invasión mongola de la Rus de Kiev, muchos pueblos cumano-kipchakos fueron expulsados desde su estepa hacia más al oeste o al sur. Una de esas tribus era la de Khan Köten. Según Rogerius, Köten lideró un grupo compuesto por 40 000 familias (una frase en latín con múltiples significados) que se adentró en Hungría. Algunos historiadores interpretan esto como que la tribu de Kötten estaba compuesta por 40 000 familias, aunque como señaló el historiador húngaro András Pálóczi-Horváth, la tierra en la que se esperaba que  los cumanos se asentaran solo podía sostener a 17 000 familias, sugiriendo que Köten lideraba a 40 000 personas en total. Köten buscó asilo en el cercano reino de Hungría; el rey respondió que podrían hacerlo si los cumanos se convertían al catolicismo y lo reconocían como su señor supremo, proporcionando servicio militar.
Köten aceptó las condiciones de Béla, prometiendo convertirse al cristianismo y luchar contra los mongoles (los húngaros los llamaban "tártaros"). El rey rápidamente les dio permiso para establecerse en las llanuras a lo largo del río Tisza. Sin embargo, los cumanos, acostumbrados a un estilo de vida nómada y basado en las incursiones de pillaje, no se llevaban bien con la población sedentaria de Hungría. Se denunciaron muchos casos de robo y violaciones de los cumanos; Béla a menudo se negó a castigar estas transgresiones, ya que era reacio a comenzar un conflicto con los cumanos, especialmente ya que esperaba una invasión mongola. La gente del pueblo también acusaba a los cumanos de ser agentes de los mongoles.

## Invasión de Hungría
Cinco ejércitos mongoles separados invadieron Hungría en 1241. El ejército principal, comandado por Batu y Subutai, cruzó el paso Verecke. El ejército de  Kadan y Büri  atravesó el paso de Tihuţa. Dos fuerzas más pequeñas dirigidas por Böchek y el noyan Bogutai  se adentraron en Hungría desde el sudeste. El ejército que había protagonizado la primera invasión de Polonia bajo el mando de Orda y Baidar invadió Hungría desde el noroeste.

### Retirada de los mongoles
Durante el verano y el otoño de 1241, la mayoría de las fuerzas mongolas descansaban en la llanura húngara. A finales de marzo de 1242, comenzaron a retirarse. La razón más común para este retiro es la muerte del Gran Khan Ögedei el 11 de diciembre de 1241, que supuestamente obligó a los mongoles a retirarse a Mongolia para que los príncipes de sangre pudieran estar presentes para la elección de un nuevo gran khan.  Así lo atestigua una fuente primaria: la crónica de Giovanni da Pian del Carpine, quien después de visitar la corte mongola, declaró que los mongoles se retiraron por este motivo; además, afirmó que Dios había causado la muerte del Gran Khan para proteger a la cristiandad latina. Sin embargo, Rashid Al-Din, un alto ministro e historiador del Ilkhanato mongol, declara específicamente que Batu no sabía nada acerca de la muerte de Ogedei cuando decidió retirarse. Afirma que se retiraron de Hungría para sofocar una rebelión cumana, y luego abandonaron Europa más tarde en 1242 porque sentían que habían completado su misión, no debido a la influencia de ninguna fuerza exterior. Rashid tuvo acceso a la historia oficial mongola al escribir la historia de Ilkhanato (Altan Debter). Además, como señala el historiador John Andrew Boyle, la sección donde Rashid aborda la retirada de los mongoles de Europa central tiene una ortografía que indica que tomó esa versión de los eventos directamente de registros mongoles anteriores . Según la narración de Carpini, el mensajero con la noticia tendría que haber viajado desde Mongolia a Europa Central en poco más de 3 meses en pleno invierno. El mismo Carpini había acompañado a una partida mongola en un viaje mucho más corto (desde Kiev a Mongolia) durante el verano y otoño de 1246, donde la partida «viajó a una gran velocidad» para llegar a la ceremonia de elección a tiempo, y utilizó varios caballos por persona mientras viajaban casi todo el día y la noche. Les tomó cinco meses.
La Historia de Yuan no menciona ninguna razón en particular para la retirada, pero no señala que Batu buscase asistir a un kurultai en absoluto, y solo fue convencido de asistir por Subutai en el año 1244, mucho después de que él se había ido Hungría.
Las verdaderas razones de la retirada mongola no se conocen del todo, pero se han propuesto numerosas explicaciones plausibles. La invasión mongola se había estancado en una serie de asedios costosos y frustrantes, en los que conseguían poco botín y se topaban con una dura resistencia. Perdieron una gran cantidad de hombres a pesar de sus victorias (ver arriba). Finalmente, eran débiles en el teatro europeo, y estaban experimentando una rebelión de los cumanos en lo que ahora es el sur de Rusia y el Cáucaso (Batu volvió para enfrentarla, y pasó aproximadamente un año haciéndolo).
Otra teoría lo relaciona con el clima de Europa: Hungría tiene un nivel freático alto y se inunda fácilmente. Un análisis de los anillos de los árboles realizado por investigadores modernos ha descubierto que Hungría tuvo un invierno frío y húmedo a principios de 1242 (que contribuyó a la hambruna), lo que probablemente convirtió la llanura central de Hungría en un enorme pantano. Al carecer de pastos para sus caballos, los mongoles tendrían que haber regresado a Rusia en busca de mejores pastizales.
Independientemente de cuales hayan sido las razones, los mongoles se habían retirado completamente de Europa Central a mediados de 1242, aunque todavía lanzaron operaciones militares en el oeste en ese momento, sobre todo las invasiones mongolas de Anatolia de 1241-1243. Después de la retirada de las tropas mongolas, Subutai fue reasignado por Guyuk para entablar la dinastía Song, y murió de vejez en 1248.

## Consecuencias

### Devastación de Hungría
Los efectos de la invasión mongola fueron tremendos en el reino de Hungría. El peor daño se produjo en las regiones de las llanuras, donde el 50-80% de los asentamientos fueron destruidos. La combinación de las masacres perpetradas por los propios mongoles, las hambrunas inducidas por su búsqueda de alimento y la devastación simultánea del campo por los cumanos que huían dieron como resultado una pérdida estimada del 15-25% de la población húngara, unas 300 000-500 000 personas en total. Los únicos lugares que se sostuvieron frente a los asaltos mongoles fueron aproximadamente ochenta lugares fortificados, incluidos todos los escasos castillos de piedra del reino. Entre estos lugares se encontraban Esztergom, Székesfehérvár y Pannonhalma Archabbey. Sin embargo, esos lugares fueron relativamente pocos; un cronista alemán en 1241 señaló que Hungría «casi no tenía ninguna ciudad protegida por murallas o fortalezas», por lo que la mayoría de las áreas asentadas eran extremadamente vulnerables.

### Reacción de otros gobernantes europeos
Mientras el rey se mantenía informado de la situación en el resto del país, hizo numerosos intentos de contactar con otros gobernantes europeos, incluidos el papa, el emperador del Sacro Imperio Romano y el rey de Francia. Ninguno de ellos estuvo dispuesto a brindar un apoyo significativo a Hungría, ni durante ni después de la invasión. El papa Gregorio XI convocó una cruzada contra los mongoles, escribió a numerosos príncipes alemanes diciéndoles que reunieran sus fuerzas, y ordenando al clero que protegiera al rey húngaro y a sus súbditos en caso de que buscaran refugio de los mongoles. Sin embargo, advirtió al rey húngaro que era improbable que la ayuda se materializara mientras el emperador del Sacro Imperio permaneciera beligerante y en conflicto con la iglesia.
Su predicción fue en última instancia correcta, ya que el Sacro Imperio Romano Germánico tomó poca parte en la lucha contra los mongoles, solo repelía partidas menores de exploración en Bohemia, Moravia, Baviera y Austria. El emperador Federico II Hohenstaufen, en su carta de advertencia a la Cristiandad, evaluó severamente la situación, pero también trató de usarla como influencia sobre el papado.  Sin embargo, Federico era muy consciente de la amenaza que representaban. Incluso antes de la convocatoria del papa, el emperador Federico II y su hijo, Conrado IV, llamaron a un Landfrieden en toda Alemania. Conrado ordenó a los magnates que moviliasen sus ejércitos, mientras que Federico II les ordenó que fortalecieran sus defensas. Los estados del Sacro Imperio Romano intentaron hundir a los mongoles en asedios a miles de castillos y ciudades fortificadas y luchar contra miles de pequeñas fuerzas huidizas, en lugar de cabalgar para encontrarse con los mongoles en una gran batalla de campo como los húngaros y polacos habían hecho. Una carta escrita por el emperador Federico II, encontrada en el Regesta Imperii, fechada el 20 de junio de 1241 y destinada a todos sus vasallos en Suabia, Austria y Bohemia, incluía una serie de instrucciones militares específicas. Sus fuerzas debían evitar involucrar a los mongoles en batallas de campo, acumular todas las reservas de alimentos en cada fortaleza y fuerte, y armar a todos los posibles levas así como a la población en general. El duque Federico de Austria pagó para que los castillos fronterizos de Austria se fortalecieran por su cuenta. En Bohemia, el rey Wenceslao I, reforzó y aprovisionó cada castillo, y proporcionó soldados y armamento a los monasterios para convertirlos en refugios para la población civil. Al final, estas preparaciones fueron innecesarias, ya que los mongoles nunca lanzaron una invasión a gran escala del Sacro Imperio Romano. Hubo incursiones y asedios de los mongoles en los estados fronterizos del Sacro Imperio a raíz de sus victorias en Polonia y Hungría, en las que las instrucciones de Federico parecían haber sido seguidas, pero fueron asuntos menores y rápidamente abandonados.
El duque de Austria y Estiria, Federico I, aprovechó el caos de la invasión para ocupar tres condados húngaros que luego fortificó. Durante la segunda mitad de 1242, después de la retirada mongola, los húngaros reunieron a sus tropas restantes e invadieron los condados disputados. Combatirian  con poca frecuencia durante los siguientes cuatro años, hasta la batalla del Río Leitha, donde la muerte de Federico resultó en la entrega de los condados a Hungría.

### Reformas húngaras y futuras incursiones
Aunque devastado, el reino de Hungría permaneció intacto. Un año después de la retirada de los mongoles, los tres condados más occidentales  (Moson, Sopron y Vas) que fueron extorsionados como rescate por el duque Federico de Austria fueron recapturados, y se sofocó un levantamiento local en Eslavonia. En las décadas siguientes, los kanes de la Horda de Oro exigían reiteradamente la sumisión de Hungría; por ejemplo, Berke exigió una vez en 1259 y nuevamente en 1264 que Hungría se convirtiera en parte de su imperio y que contribuyera con su ejército a la invasión planificada de Europa central a cambio de la exención de impuestos y de una parte del saqueo, pero esas demandas siempre fueron ignoradas. La amenaza de otra invasión mongola, esta vez tomada en serio, fue la fuente de la unidad nacional y proporcionó el ímpetu para la amplia expansión de las defensas húngaras de Béla IV, especialmente la construcción de nuevos castillos de piedra (cuarenta y cuatro en los siguientes diez años) y la revitalización del ejército, incluido el aumento del número de caballeros y caballería fuertemente armada en el ejército real. Béla IV se ve ahora como un segundo fundador de la nación, en parte en reconocimiento de todo lo que se hizo durante su reinado para reconstruir y fortalecer al país contra la invasión extranjera desde el este. Estas mejoras dieron sus frutos en 1285 cuando Nogai Khan intentó una invasión del país (las incursiones a lo largo de la frontera habían sido frecuentes en los años intermedios, pero el ataque de Nogai fue la primera gran invasión desde 1242). En ese caso, la invasión fue derrotada rápidamente, como lo fueron otros ataques antes y después.